# Lutjewinkel
Lutjewinkel est un village situé dans la commune néerlandaise de Hollands Kroon, dans la province de la Hollande-Septentrionale. En 2009, le village comptait environ 750 habitants.

## Notes et références

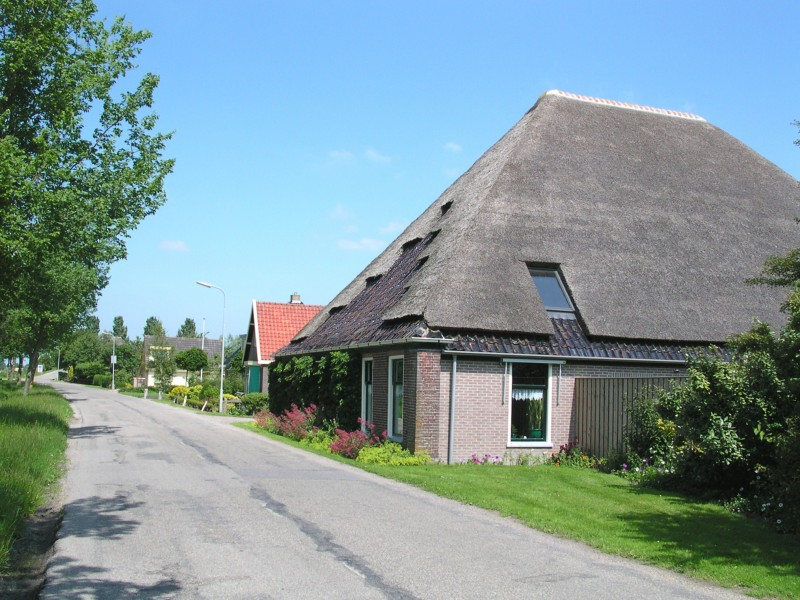
Une ferme de Lutjewinkel